# Lomanthus
Lomanthus, novi biljni rod izdvojen 2009. godine iz roda Senecio L., porodica glavočike. Sastoji se od 20 vrsta koje rastu u Ekvadoru, Peruu, Boliviji i Argnetini.
Rod je opisan u Compositae Newsletter 47: 34. 2009.

## Vrste
1. Lomanthus abadianus (DC.) B.Nord. & Pelser
2. Lomanthus albaniae (H.Beltrán) B.Nord. & Pelser
3. Lomanthus arnaldii (Cabrera) B.Nord. & Pelser
4. Lomanthus bangii (Rusby) B.Nord. & Pelser
5. Lomanthus calachaquensis (Cabrera) B.Nord.
6. Lomanthus cantensis (Cabrera) P.Gonzáles
7. Lomanthus cerrateae (Cabrera) B.Nord. & Pelser
8. Lomanthus cuatrecasasii (Cabrera) P.Gonzáles
9. Lomanthus fosbergii (Cuatrec.) B.Nord. & Pelser
10. Lomanthus icaensis (H.Beltrán & A.Galán) B.Nord.
11. Lomanthus infernalis (Cabrera) H.Beltrán
12. Lomanthus lomincola (Cabrera) B.Nord. & Pelser
13. Lomanthus mollendoensis (Cabrera) B.Nord.
14. Lomanthus okopanus (Cabrera) B.Nord.
15. Lomanthus putcalensis (Hieron.) B.Nord.
16. Lomanthus subcandidus (A.Gray) B.Nord.
17. Lomanthus tovarii (Cabrera) B.Nord. & Pelser
18. Lomanthus truxillensis (Cabrera) B.Nord.
19. Lomanthus velardei (Cabrera) B.Nord. & Pelser
20. Lomanthus yauyensis (Cabrera) B.Nord. & Pelser